# 加古川市立別府中学校
加古川市立別府中学校（かこがわしりつべふちゅうがっこう）は、兵庫県加古川市にある公立中学校。

## 沿革
本校の前身として、1947年に設立された別府町立別府中学校が認められる。この中学校は学校組合化の流れにより加古郡学校組合立浜の宮中学校（現在の加古川市立浜の宮中学校）に統合された。その後浜の宮中の生徒増加により、再度校区を分離して現在の別府中学校が誕生した。

### 年表
- 1985年
  - 4月1日 - 加古川市立別府中学校として開校
  - 9月1日 - 創立記念式典を挙行。校歌を設定（作詞作曲・山本槇一、変ロ長調）、校旗・部旗完成
- 1986年
  - 4月15日 -  昭和61年・62年度中学校生活指導総合推進校の指定を受ける
  - 11月29日 -  生徒指導研究発表会
- 1987年10月30日 - 生徒指導研究発表会
- 1988年4月1日 - 校区一部変更
- 1989年10月15日 - 創立5周年式典
- 1994年10月29日 - 創立10周年記念式典
- 1998年11月10日 - 平成9、10年度加古川市教育委員会指定生徒指導研究発表会
- 2003年
  - 8月22日 - 第30回全日本中学校陸上競技選手権大会にて女子4×100mリレー優勝
  - 10月6日 - 給食弁当開始
  - 10月28日 - 東播地区中学校数学科研究大会
- 2009年11月21日 - 創立25周年記念式典

## 教育方針

### 学校教育目標
一人ひとりを大切にし　共に生きる心と力を育てる

### 目指す学校像
みんなの瞳輝く学校づくり（相互信頼と自己実現）

## 学校行事
| - 4月 - 始業式・入学式・家庭訪問 - 5月 - 修学旅行・中間テスト - 6月 - 期末テスト | - 7月 - 三者懇談・終業式 - 8月 - ふるさとまつり - 9月 - 始業式・体育大会 | - 10月 - 中間テスト・加印地区連合音楽会 - 11月 - 文化祭・トライやるウイーク・期末テスト - 12月 - 三者懇談・終業式 | - 1月 - 始業式・小中美術展 - 2月 - スキー実習・学年末テスト - 3月 - 修了式 |

## 生徒会活動
- 生徒会本部
- 美化委員
- 図書委員
- 学習委員
- 厚生委員
- 保体委員

## 部活動

### 運動部
- 野球部
- 柔道部
- 陸上競技部
- バスケットボール部
- ソフトテニス部
- バドミントン部
- 女子バレーボール部
- サッカー部

### 文化部
- 放送部
- 美術部
- 吹奏楽部

## 通学区域
以下の小学校の通学区域。
- 加古川市立別府小学校
- 加古川市立別府西小学校

## 校区内の主な施設
- 宝蔵寺
- 別府住吉神社
- 多木化学
- 別府港
- アリオ加古川

## 交通アクセス
- 山陽電気鉄道本線別府駅より約1kｍ（徒歩12分）

## 出身者
- 陣内智則（お笑い芸人）
- 松岡充（歌手、俳優）
- たけだバーベキュー（バーベキュー芸人）

## 通学区域が隣接している学校
- 加古川市立浜の宮中学校
- 加古川市立中部中学校
- 加古川市立平岡南中学校
- 播磨町立播磨中学校
- 播磨町立播磨南中学校